# CHAGE and ASKA VERY BEST NOTHING BUT C&A
『CHAGE and ASKA VERY BEST NOTHING BUT C&A』（チャゲ・アンド・アスカ・ベリーベスト・ナッシング・バット・シーアンドエー）は、CHAGE and ASKAのベスト・アルバム。2009年2月4日に発売された。発売元はユニバーサル シグマ。
現在は廃盤作品となっている。

## 背景・リリース
1999年のデビュー20周年に『CHAGE&ASKA VERY BEST ROLL OVER 20TH』が発売されたが、本作は2000年以降に発売されたシングル曲と『ROLL OVER 20TH』に収録されなかった1990年代のシングル曲に、大ヒットシングル「SAY YES」「YAH YAH YAH」を加えた全15曲収録となっている。よって、収録曲全てがシングル曲で構成されている。ただし、シングル発売当時「この愛のために」と両A面表記であった「VISION」、STARDUST REVUEとのコラボレーション・シングル「デェラ・シエラ・ム」は収録されていない。
また作詞・作曲クレジットについては、シングル発売当時“飛鳥涼”表記だったものも“ASKA”に統一されている。
本作が発売されたこの年に無期限の活動休止、そのまま2019年にASKAが脱退したため、CHAGE and ASKA名義のアルバムは事実上本作が最後の作品となった。

## プロモーション
本作発売時期に「YAH YAH YAH」が麒麟「淡麗W」のCMソングに起用された。

## 収録曲
| #         | タイトル                                      | 作詞           | 作曲             | 編曲                                         | 時間  |
| --------- | --------------------------------------------- | -------------- | ---------------- | -------------------------------------------- | ----- |
| 1.        | 「if」                                        | ASKA           | ASKA             | 十川知司                                     | 5:32  |
| 2.        | 「SAY YES」                                   | ASKA           | ASKA             | 十川知司                                     | 4:45  |
| 3.        | 「なぜに君は帰らない」                        | ASKA           | ASKA             | 十川知司                                     | 4:40  |
| 4.        | 「YAH YAH YAH」                               | ASKA           | ASKA             | ASKA、十川知司                               | 4:52  |
| 5.        | 「Something There」(英訳詞：Charlie Midnight) | ASKA           | ASKA             | ASKA、松本晃彦                               | 6:03  |
| 6.        | 「群れ」                                      | ASKA           | ASKA             | ASKA、十川知司                               | 4:34  |
| 7.        | 「この愛のために」                            | ASKA           | ASKA             | 十川知司                                     | 5:39  |
| 8.        | 「ロケットの樹の下で」                        | ASKA           | ASKA             | ASKA、松本晃彦                               | 5:14  |
| 9.        | 「パラシュートの部屋で」                      | ASKA           | ASKA             | ASKA、鈴川真樹、Richard Cottle、Paul O'Duffy | 5:25  |
| 10.       | 「C-46」                                      | ASKA           | ASKA             | ASKA、鈴川真樹、Richard Cottle、Paul O'Duffy | 4:49  |
| 11.       | 「夢の飛礫」                                  | CHAGE          | CHAGE、Tom Watts | 十川知司                                     | 5:36  |
| 12.       | 「36度線 -1995夏-」                           | ASKA           | ASKA             | 澤近泰輔                                     | 4:55  |
| 13.       | 「僕はMusic」                                 | ASKA、松井五郎 | ASKA             | 旭純                                         | 5:15  |
| 14.       | 「Here & There」                              | 松井五郎       | CHAGE、村田努    | 十川知司                                     | 6:29  |
| 15.       | 「Man and Woman」                             | ASKA、松井五郎 | ASKA             | 澤近泰輔                                     | 5:36  |
| 合計時間: | 合計時間:                                     | 合計時間:      | 合計時間:        | 合計時間:                                    | 79:24 |

## 楽曲解説
1. if
1992年発売の29枚目シングル。
2. SAY YES
1991年発売の27枚目シングル。
3. なぜに君は帰らない
1993年発売の34枚目シングル。
4. YAH YAH YAH
1993年発売の31枚目シングル「YAH YAH YAH/夢の番人」収録曲。
5. Something There
1995年発売の37枚目シングル。シングル・ヴァージョンはアルバム初収録。
6. 群れ
1999年発売の40枚目シングル。シングル・ヴァージョンはアルバム初収録。
7. この愛のために
1999年発売の39枚目シングル「この愛のために/VISION」収録曲。シングル・ヴァージョンはアルバム初収録。
8. ロケットの樹の下で
2001年発売の41枚目シングル。
9. パラシュートの部屋で
2001年発売の42枚目シングル。
10. C-46
2001年発売の43枚目シングル。
11. 夢の飛礫
2001年発売の44枚目シングル。本作に収録されているのは、同年発売の20thアルバム『NOT AT ALL』からのアルバム・ヴァージョン。
12. 36度線 -1995夏-
2004年発売の45枚目シングル。シングル・ヴァージョンはアルバム初収録。
13. 僕はMusic
2004年発売の46枚目シングル。本作に収録されているのは、2007年発売の21stアルバム『DOUBLE』からのアルバム・ヴァージョン。
14. Here & There
2007年発売の48枚目シングル。
15. Man and Woman
2007年発売の47枚目シングル。